# IC 5186
IC 5186 est une galaxie spirale de type mal défini dans la constellation de la Grue.
- Ascension droite : 22h 130m 32s
- Déclinaison : -37° 5′
- Dimensions apparentes : 2′ × 0,8′
- Magnitude : 12

IC 5186 est une galaxie spirale difficile réservée à l'hémisphère sud.
Elle se trouve juste sous la limite de la constellation du Poisson austral. Elle doit être observée avec un puissant télescope 200 mm en photographie ou 250 mm voire 300 mm visuellement.